# イシュトヴァーン・ハイデュ
イシュトヴァーン・ハイデュ（István Hajdu, 1913年4月10日 - 没年不明）は、ハンガリー出身のピアノ奏者。
1957年から1977年までアルテュール・グリュミオーの伴奏者を務めたほか、1960年代にはヨハンナ・マルツィの伴奏も務めた。1963年から1979年までロッテルダム音楽院で教鞭をとった。

## 主な録音
- Encore! bravo! da capo!. Philips. (1970). OCLC 3214676
- Arthur Grumiaux plays sonatas by Leclair, Veracini, Vivaldi, Nardini.. Philips. (1975). OCLC 3088238
- Winterreise. / I. Qualiton. OCLC 57145563